# Nastanthus falklandicus
Nastanthus falklandicus är en calyceraväxtart som beskrevs av David Moresby Moore. Nastanthus falklandicus ingår i släktet Nastanthus och familjen calyceraväxter. Inga underarter finns listade i Catalogue of Life.